# Sibyl - Labirinti di donna
Sibyl - Labirinti di donna (Sibyl) è un film del 2019 diretto da Justine Triet.
È stato presentato in concorso al 72º Festival di Cannes.

## Trama
La psicoterapeuta Sibyl torna alla sua prima passione: la scrittura. La sua nuova paziente, l'aspirante attrice Margot, si rivela una fonte di ispirazione troppo allettante. Affascinata al limite dell'ossessione, Sibyl si lascia sempre più coinvolgere nella tumultuosa vita di Margot.

## Produzione
Le riprese si sono svolte a Parigi, a Lione e sull'isola di Stromboli.

## Distribuzione
Il film è stato presentato in anteprima il 24 maggio 2019 in concorso al 72º Festival di Cannes. È stato distribuito nelle sale cinematografiche franco-belghe a partire dallo stesso giorno, mentre in quelle italiane dal 2 settembre 2021.

## Riconoscimenti
- 2019 – Festival di Cannes
  - In concorso per la Palma d'oro